# Amor comprado
Amor comprado es una telenovela estadounidense producida y realizada por Venevisión Internacional para Univisión en 2008 producida por Peter Tinoco y escrita por Verónica Suárez. 
Está protagonizada por Elizabeth Gutiérrez y José Ángel Llamas, con las participaciones antagónicas de Marjorie de Sousa, Julián Gil, Zully Montero, Anna Silvetti y Franklin Virgüez. Cuenta además con la participación estelar del primer actor José Bardina.

## Argumento
La vida no ha sido fácil para Mariana (Elizabeth Gutiérrez), ha crecido en un hogar modesto con una madrastra insensible que la trata como a una sirvienta. Su padre es un hombre bueno, trabajador y amoroso pero nunca ha sido capaz de recuperarse de la pérdida de la madre de Mariana, quien los abandonó hace dieciocho años, y el dolor lo ha convertido en un hombre débil.
Willy (José Ángel Llamas), por su parte, ha vivido rodeado de lujos y disfrutando de lo mejor que el dinero puede comprar, pero nunca ha sido feliz. Sus padres murieron cuando era muy joven y él quedó bajo el cuidado de su abuela, Gertrudis (Zully Montero), una mujer mezquina que nunca ha sabido amarlo. De hecho, ella solo desea lo peor para él y ha logrado socavar su autoestima para que crea que nadie puede amarlo por lo que es sino solo por su dinero. Así que ahora la vida de Willy es una sucesión interminable de fiestas alocadas y romances intrascendentes. 
Willy está a punto de cumplir treinta años y necesita urgentemente cumplir con una cláusula del testamento de su madre, si no está casado a esa edad su fortuna pasará a manos de su abuela. Gertrudis no necesita el dinero porque es rica por derecho propio, pero está decidida a lograr que su nieto se case con Margot (Marjorie de Sousa), una joven a la que puede manipular fácilmente para hacer infeliz a Willy.
Willy se rebela ante esta imposición y decide poner un anuncio anónimo en un periódico solicitando una esposa. Lo que no sabe es lo mucho que su vida va a cambiar desde ese día. El padre de Mariana va a la cárcel por matar accidentalmente a un joven que intenta violar a su hija, lo que hace que Mariana necesite dinero para su defensa. Cuando ve el anuncio en el periódico, ella responde por pura desesperación, y es seleccionada entre varias candidatas para ser la novia del millonario sin haberlo conocido nunca.
Los dos se encuentran sin saber ninguno la identidad real del otro. Ambos creen que han encontrado su verdadero amor así que más tarde, cuando se enfrentan con la verdad después de firmar el contrato matrimonial acordado, las cosas toman un giro inesperado, de pronto Willy ve a Mariana como interesada y calculadora, mientras que ella siente que él la está comprando.
A pesar de lo que realmente sienten el uno por el otro, el matrimonio comienza a ser envenenado por la desconfianza y los malentendidos, que solo se ven agravados por las malas acciones de Gertrudis, Margot y otros que conspiran sin piedad contra la pareja. Solo el tiempo y el amor verdadero ayudarán a Mariana y Willy encontrar la felicidad que se merecen.

## Elenco
- Elizabeth Gutiérrez - Mariana Gómez de Cantú
- José Ángel Llamas - Guillermo "Willy" Cantú de la Fuente
- Marjorie de Sousa - Margot Salinas
- Julián Gil - Esteban Rondero
- Zully Montero - Gertrudis De La Fuente
- Paty Álvarez - Natalia del Monte
- Karen Sentíes - Leonora
- Brianda Riquer - Juliana de la Fuente Contreras
- José Bardina - Luciano De La Fuente
- Fernando Carrera - Valentín de la Fuente
- Roberto Mateos - Arturo Garibay
- Nélida Ponce - Matilde
- Reynaldo Cruz - Ernesto
- Isabel Moreno - Rosa
- Carlos Garin - Lcdo. Gutiérrez
- Anna Silvetti - Morgana de la Fuente
- Franklin Virgüez - Saladino
- Laura Ferretti - Teresa Contreras de la Fuente
- Andrés García Jr. - Santiago
- Raúl Olivo - Enrique
- Graciela Döring - Doña Francisca "Panchita" Pérez
- Bobby Larios  - Hilario
- Adrián Carvajal - Ricardo Gómez
- Marianne Lovera - Elena
- Marisela Buitrago - Lisette
- Carlos Augusto Maldonado - Martín
- Julio Capote - Jeremías
- Liannet Borrego - Verónica
- Yami Quintero - Renata
- Ernesto Molina - Detective
- Verónica Montes - Gertrudis

## Versiones
- Amor comprado es una adaptación de la telenovela mexicana de 1999 Catalina y Sebastián, de TV Azteca, producida por Antulio Jiménez Pons y protagonizada por Silvia Navarro y Sergio Basáñez.
- En 2008 TV Azteca volvió a versionar la historia bajo el nombre de Contrato de amor, producida por Emilia Lamothe y Pedro Luévano y protagonizada por Leonardo García y Ximena Rubio.